# Cəlil Məmmədquluzadə (stacja metra)
Cəlil Məmmədquluzadə – budowana tymczasowa stacja końcowa linii 3 bakijskiego metra. Położona jest za budowaną stacją 8 Noyabr, w rejonie Nəsimi.

## Historia
Przygotowania do budowy stacji В3 i В4 rozpoczęto jeszcze w 2012 r., kiedy to zamknięto dla ruchu ulice Dżejchuna Selimowa i Dżalila Mamedguluzade. W ciągu następnych czterech lat drążono tunele od stacji Memar Əcəmi-2 (B3). W styczniu 2016 r. maszyna wiertnicza doszła do terenu budowanej stacji Cəlil Məmmədquluzadə (В4). Według rzecznika prasowego bakijskiego metra, termin oddania do użytku stacji Cəlil Məmmədquluzadə nie jest jeszcze znany.